# Hernán Rivera Letelier
Pour les articles homonymes, voir Letelier.
Hernán Rivera Letelier (né en 1950 à Talca, Chili) est un écrivain chilien contemporain.

## Biographie
Dans sa jeunesse, Letelier travaille dans les mines de nitrates d'Atacama. A 20 ans, il émigre à Antofagasta. Il apprend à lire et à écrire en cours du soir et commence par écrire des poésies en publiant Poemas y pomadas, puis des nouvelles Cuentos breves y cuentos de brevas. En 1994, il connait le succès après la parution de La reine Isabel chantait des chansons d’amour. Il reçoit pour ce livre le prix de littérature du Conseil national du livre qu’il recevra à nouveau pour Le Soulier rouge de Rosita Quintana. Ses premiers romans ont été adaptés au théâtre et au cinéma. 
En 2001, Rivera Letelier est nommé Chevalier de l'Ordre des Arts et des Lettres par le ministère français de la Culture.

On lui propose d'écrire sur l'accident minier de Copiapó survenu en 2010. Il refuse motivant sa décision de façon suivante :
«  J’ai refusé parce que justement moi aussi, j’ai été mineur. Ecrire sur ces compagnons enterrés vivants, faire de la littérature avec leur tragédie, reviendrait à écrire un conte ou un poème sur le lit de mort de mon père, de mon fils ou de mon frère. Je ne suis pas là pour ça. Mon éthique me l’interdit. J’ai beau être un salaud parfois, il y a tout de même des limites.. »
— Courrier international - le 10 septembre 2010 
Il est lauréat du Prix national de littérature chilien en 2022,.

## Œuvres
- La Reine Isabel chantait des chansons d'amour [« La reina Isabel cantaba rancheras »], Paris, trad. Bertille Hausberg, Éditions Métailié, coll. « Bibliothèque hispano-américaine », 1997, 199 p. (ISBN 978-2-86424-255-0)
- Un roman situé dans une ville minière salpêtrière du nord du pays, cadre de sa jeunesse, son œuvre la plus connue.
- Le Soulier rouge de Rosita Quintana [« Himno del Ángel Parado en una Pata »], Paris, trad. Bertille Hausberg, Éditions Métailié, coll. « Bibliothèque hispano-américaine », 1999, 172 p. (ISBN 978-2-86424-298-7, OCLC 46686324)
- Mirage d'amour avec fanfare [« Fatamorgana de amor con banda de música »], Paris, trad. Bertille Hausberg, Éditions Métailié, coll. « Suites Littérature », 2000, 226 p. (ISBN 978-2-86424-355-7, OCLC 46916054)[6]
- Les Fleurs noires de Santa Maria [« Santa María de las flores nagras »] (trad. de l'espagnol), Paris, trad. Bertille Hausberg, Éditions Métailié, coll. « Bibliothèque hispano-américaine », 2004, 216 p. (ISBN 978-2-86424-515-5, OCLC 77100153)
- Le Virtuose [« El Fantasista »] (trad. de l'espagnol), Paris, trad. Bertille Hausberg, Éditions Métailié, coll. « Bibliothèque hispano-américaine », 2008, 160 p. (ISBN 978-2-86424-647-3, OCLC 301792670)
- Malarosa [« Mi nombre es Malarosa »] (trad. de l'espagnol), Paris, trad. Bertille Hausberg, Éditions Métailié, coll. « Bibliothèque hispano-américaine », 2011, 208 p. (ISBN 978-2-86424-709-8)
- L’Art de la résurrection [« El arte de la resurreccion »] (trad. de l'espagnol), Paris, trad. Bertille Hausberg, Éditions Métailié, coll. « Bibliothèque hispano-américaine », 2012, 250 p. (ISBN 978-2-86424-882-8)
- La Raconteuse de films [« La contadora de películas »] (trad. de l'espagnol), Paris, trad. Bertille Hausberg, Éditions Métailié, coll. « Suite hispano-américaine », 2012, 128 p. (ISBN 978-2-86424-867-5)
- "L'autodidacte, le boxeur et la reine du printemps" [« El autodidacta »] 2019 , (trad. de l'espagnol), Paris, trad. François Gaudry, Éditions Métailié, 2023, 105p. (ISBN 979-1022613071)